# Club Deportivo Grecia
El Club Deportivo Grecia, es un equipo de fútbol ecuatoriano, cuya sede esta en la ciudad de Chone, provincia de Manabí, Ecuador. Fue fundado el 15 de abril de 1986. En un barrio por 5 amigos, en una ciudadela de Chone apodada como la Grecia. Actualmente juega en la Segunda Categoría de Ecuador.
Está afiliado a la Asociación de Fútbol No Amateur de Manabí

## Historia
A finales del siglo XVIII (1888) arribó a esta floreciente tierra un ciudadano de origen griego, don Séfiro Constantine y su esposa de apellido Carlier, que salieron de su país hacia América huyendo de la violencia que allá se vivía. Don Séfiro trajo recursos económicos, manifestó ser agricultor y comerciante, enseñó algunas innovaciones en ciertos cultivos y adquirió un fundo de 150 cuadras a orillas del río y en el límite urbano de la pequeña población de Chone. Personas afables, trabajadoras se hicieron de amigos y demostró ser también un hombre de cultura, pues trajo consigo una selecta biblioteca de su país, en castellano, la que puso a disposición de amigos y personas de la colectividad chonense. Al fundo comprado lo llamó como su país, Grecia.
El matrimonio tuvo numerosos hijos, a los que, lógicamente, puso nombres originarios de esa tierra que desde siglos atrás irradió sabiduría, cultura, amor a lo patrio y a los buenos principios ciudadanos, la Grecia inmortal. Dentro de estos nombres pronto se popularizaron Licurgo, Persefonia, Penélope, Aquiles, Afrodita, entre muchos otros que se hicieron comunes en el ambiente chonense, a la vez que las conversaciones de don Séfiro expresaban siempre ilustración e intelecto. Con el paso de los años se trasladó a Bahía de Caráquez y luego a Guayaquil, a educar a sus hijos; y estos a los nietos que alcanzaron brillantez en las aulas universitarias.
Al partir, don Séfiro vendió su fundo a don Rafael Grijalva, que mantuvo el nombre del mismo y parceló parte de la tierra formándose el barrio La Grecia de Chone. Ahí nace el equipo Grecia Fútbol Club. Recordamos a sus fundadores, entre ellos a don Onésimo Cevallos, don Rufo, luego Fernando Moreira, Gilbert Solórzano (+), que lograron popularidad en su historial deportivo y hoy tienen a jugadores como Kléber (el Chino) Triviño, Víctor Macías, Marcelo Zambrano, Éder Palacios, Luis Romero, militando en otros clubes nacionales.
Grecia estuvo en la Serie B y hoy juega en la Segunda Categoría. Fernando Moreira, “Rafa” Cornejo, Holger Dueñas, Yiyo Zambrano, Alfaro Delgado, Óscar Arteaga, “Fuerza Chone” con Juan Calderón y la gran hinchada, aspiran que el nombre de Grecia Fútbol Club jamás se opaque y haciendo honor a esa estirpe con garra, fuerza y pundonor.
El club fue fundado el 15 de abril de 1986, Ascendió por primera vez el 16 de diciembre de 2007 y Jugó en la Serie B desde el año 2008 hasta el año 2013, a la cual llegó luego de superar la etapa de ascenso de la Segunda Categoría y luego de 5 años en el fútbol profesional descendió a segunda categoría.

### Oficinas
La oficina de Grecia, llamada "Fuerza Chone", se encuentra ubicado en la calle Colón entre Bolívar y Rocafuerte en el centro de la ciudad de Chone.

## Presidentes
- (2003-2012) - Fernando Moreira
- (2012) - Renato Espinel
- (2013-2016) - Fernando Moreira
- (2017-2018) - Jorge Luis Zambrano
- (2019-2020) - Fernando Moreira
- (2021- ) - Jorge Luis Zambrano

## Estadio
Grecia hace de local en el estadio Los Chonanas, sede que no le pertenece al club, sino al Municipio de Chone y la Liga Deportiva Cantonal de Chone.
El Estadio Los Chonanas es un estadio multiusos. Está ubicado en la calle 9 de Octubre y avenida Carlos Alberto Aray de la ciudad de Chone, provincia de Manabí.
Fue inaugurado en 17 de marzo de 1980, y cuenta con una capacidad de 2.195 espectadores.
Debido al terremoto de Manabí en el 2016, el Municipio de Chone procede a derrumbar las tribunas del Estadio Los Chonanas por lo que en adelante, hace de local en el nuevo estadio Homero Andrade con capacidad de 1.000 espectadores, en donde actualmente el Grecia hace de local.

## Hinchada

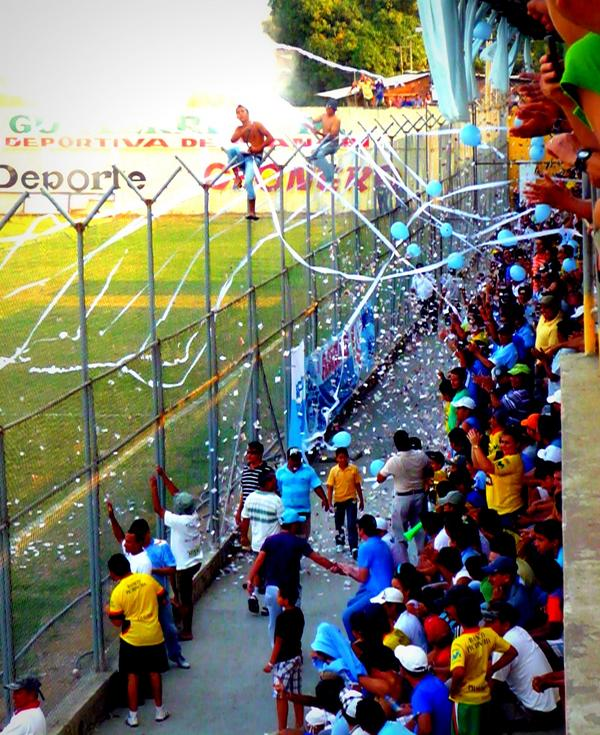
Los Grecos manabas y Infierno Celeste

Grecia, a lo largo del tiempo ha ido constituyendo en el desarrollo deportivo de Chone como también de Manabí y es así que desde su ascenso a la Serie B, se ganó el cariño de la gente Chonera, y es así que nace dos grupos de hinchas llamados Los Grecos manabas y el Infierno Celeste acompañando a Grecia en todos sus partidos tanto de local como de visitante.

## Rivalidades
En el plano deportivo la mayor rivalidad es contra el cuadro Liga Deportiva Universitaria de Portoviejo, rivalidad que es debida al mundo del deporte ya que muchísimas veces han coincidido en la misma categoría de ascenso, además de la rivalidad entre el norte de Manabí liderado por la ciudad de Chone y la capital provincial representada en Portoviejo y destacando que Grecia es el cuarto club mas popular de la provincia con afición propia. Actualmente el cuadro greco esta invicto ante la Capira en enfrentamientos desde que LDUP juega los torneos de ascenso manabita.  
| Partido N.º | Temporada | División                      | Equipo       | Equipo     | Estadio           |
| ----------- | --------- | ----------------------------- | ------------ | ---------- | ----------------- |
| 1           | 2008      | Serie B                       | LDUP 1       | Grecia     | Reales Tamarindos |
| 2           | 2008      | Serie B                       | Grecia 1     | LDUP 0     | Los Chonanas      |
| 3           | 2008      | Serie B                       | Grecia 2     | LDUP 1     | Los Chonanas      |
| 4           | 2008      | Serie B                       | LDUP 0       | Grecia 0   | Reales Tamarindos |
| 5           | 2008      | Serie B                       | LDUP 2       | Grecia 0   | Reales Tamarindos |
| 6           | 2008      | Serie B                       | Grecia 1     | LDUP 0     | Los Chonanas      |
| 7           | 2010      | Serie B                       | Grecia 1     | LDUP 1     | Los Chonanas      |
| 8           | 2010      | Serie B                       | LDUP 2       | Grecia 0   | Reales Tamarindos |
| 9           | 2010      | Serie B                       | Grecia 1     | LDUP 0     | Los Chonanas      |
| 10          | 2010      | Serie B                       | LDUP 0       | Grecia 1   | Reales Tamarindos |
| 11          | 2011      | Serie B                       | Grecia 0     | LDUP 0     | Los Chonanas      |
| 12          | 2011      | Serie B                       | LDUP 4       | Grecia 1   | Reales Tamarindos |
| 13          | 2011      | Serie B                       | Grecia 0     | LDUP 0     | Los Chonanas      |
| 14          | 2011      | Serie B                       | LDUP w/o     | Grecia     | Reales Tamarindos |
| 15          | 2022      | Ascenso Manabí - Final        | LDUP 0       | Grecia 1   | Jocay             |
| 16          | 2023      | Ascenso Manabí - Segunda fase | LDUP 0       | Grecia 0   | Reales Tamarindos |
| 17          | 2023      | Ascenso Manabí - Segunda fase | Grecia 1 (7) | LDUP 1 (6) | Homero Andrade    |
| 18          | 2025      | Ascenso Manabí - Primera fase | Grecia 2     | LDUP 0     | Homero Andrade    |
| 19          | 2025      | Ascenso Manabí - Primera fase | LDUP 1       | Grecia 1   | Reales Tamarindos |

También hay pique entre las aficiones de la Grecia y la Liga Deportiva Universitaria de El Carmen de la ciudad homónima.

## Jugadores
| Plantilla Club Deportivo Grecia |
| Arqueros                        |
| ------------------------------- |
| Leo Alberto Caicedo             |
| Jorge Moreira Menéndez          |
| Defensas                        |
| Ángel Gracia Toral              |
| Argenis Moreira Alcivar         |
| Ronald Loor Andrade             |
| Jandry Quiñonez Quiñonez        |
| Trajano Cusme Zambrano          |
| Gino Mero Zambrano              |
| Ángel Minda Loor                |
| Fernando Grijalva Hérnandez     |
| Juan Minaya Morante             |
| Smith Arteaga Zambrano          |
| Ronald Mina                     |
| Dimitri Batallas                |
| Volantes                        |
| Víctor Macías Mendoza           |
| Jonathan Mesías Barreto         |
| Saúl Lucas Pernía               |
| Jonathan Saltos Mera            |
| Jefferson Macías                |
| Alan Contreras Macías           |
| Delanteros                      |
| Meier Sánchez Asprilla          |
| Patrick Cedeño                  |
| Daniel Angulo Arroyo            |
| Fernando Moreira Vera           |
| Ismael Canga Saavedra           |
| Abel Araujo Córtez              |
| Anthony Bone Quinteros          |
| Efrén Suárez Cedeño             |
| Steven Zambrano                 |

## Palmarés

### Torneos nacionales
| Competición                        | Títulos | Subcampeonatos |
| ---------------------------------- | ------- | -------------- |
| Segunda Categoría de Ecuador (0/1) |         | 2007.          |

### Torneos provinciales
| Competición                       | Títulos                 | Subcampeonatos |
| --------------------------------- | ----------------------- | -------------- |
| Segunda Categoría de Manabí (4/1) | 2005, 2006, 2007, 2022. | 2017           |

### Torneos amistosos
- Copa Libertadores de Manabí (1): 2002, 2003, 2005.